# Kristotomus chalcha
Kristotomus chalcha är en stekelart som beskrevs av Dmitriy R. Kasparyan 1990. Kristotomus chalcha ingår i släktet Kristotomus och familjen brokparasitsteklar. Inga underarter finns listade i Catalogue of Life.